# Q.931
La Recomendación Q.931 de la ITU-T es el protocolo de señalización de control de conexión ISDN, que forma parte del Sistema de señalización de abonado digital No. 1.  A diferencia de los sistemas inalámbricos como UDP y ISDN esta orientada a la conexión y utiliza señalización explícita para gestionar el estado de llamada: Q.931. Q.931 normalmente no contiene datos de usuario. Q.931 no tiene un equivalente directo en el Protocolo de Internet, pero puede ser comparado con SORBO.  Q.931 no proporciona control de flujo ni realiza retransmisiones, ya que se supone que las capas subyacentes son fiables y la naturaleza orientada a circuitos de la ISDN asigna el ancho de banda en incrementos fijos de 64 kbit/s. Entre otras cosas, Q.931 gestiona la configuración y la interrupción de la conexión. Al igual que TCP, Q.931 documenta tanto el protocolo en sí como una máquina de estado de protocolo.  
Q.931 se diseñó para el establecimiento de llamadas ISDN, el mantenimiento y la liberación de conexiones de red entre dos DTE en el canal D ISDN. Q.931 se ha utilizado más recientemente como parte de los protocolos VoIP H.323 (ver H.225.0) y en forma modificada en algunos sistemas de transmisión de teléfono celular y en ATM.
El marco de Q.93 contiene los elementos siguientes:
- Discriminador de protocolo (PD) – Especifica qué protocolo de señalización se utiliza para la conexión (p. ej. PD = 8 para DSS1)
- Valor de referencia de la llamada (CR) – Aborda diferentes conexiones que pueden existir simultáneamente. El valor es válido sólo durante el periodo de tiempo real de la conexión
- Tipo de mensaje (MT) – Especifica el tipo de mensaje de capa 3 del conjunto de tipos de mensajes definido por Q.931 para el control de llamadas (p. ej. SETUP). Hay mensajes definidos para la llamada setup, la liberación de llamada y el control de funciones de llamada.
- Elementos de información (IE) – Especifique más información asociada al mensaje real.Un IE contiene el nombre del IE (p. ej. capacidad de portador), su longitud y un campo de contenido variable.

## Ejemplos de mensaje
Los mensajes generalmente controlan o informan el estado de las conexiones, por ejemplo:
- SETUP (Indica el establecimiento de una conexión)
- LLAMADA EN CURSO (indica que la llamada está siendo procesada por la termina de destino)
- ALERTANDO (dice el partido de llamar que la terminal de destino es ringing)
- CONECTAR (devuelto a la parte que llama indicando que el destino previsto ha respondido a la llamada)
- DESCONECTAR (Enviado para indicar una petición para terminar la conexión)
- RELEASE (enviado en respuesta a la solicitud de desconexión que indica que la llamada debe terminarse).
- RELEASE COMPLETE (enviado por el receptor del comunicado para completar el apretón de mano).
- REINICIAR (Restrablece el Canal D).

## Q.2931
Q.2931 es una variante modificada y extendida de Q.931 para su uso en redes "B-ISDN" o ATM. Q.2931 cumple un propósito dentro de BISDN similar al de Q.931 en ISDN.  Mientras que ISDN asigna ancho de banda en incrementos fijos 64k, B-ISDN/ATM incorpora un esquema de gestión de tráfico elaborado, lo que permite la especificación precisa de parámetros de tráfico de circuitos virtuales como ancho de banda máximo y medio, fluctuación, tasa de pérdida de celda, etc. Para que los conmutadores ATM puedan administrar la asignación de ancho de banda en la red, se agregaron codificaciones para expresar estos parámetros en Q.2931.
A diferencia de Q.931, aunque muchos fabricantes de conmutadores implementaron Q.2931, nunca se implementó ampliamente. 